# Serixia spinipennis
Serixia spinipennis är en skalbaggsart som beskrevs av Stefan von Breuning 1961. Serixia spinipennis ingår i släktet Serixia och familjen långhorningar.
Artens utbredningsområde är Filippinerna. Inga underarter finns listade i Catalogue of Life.